# Mirella Schott Sbisà
Mirella Schott Sbisà (Trieste, 17 novembre 1921 – Trieste, 19 giugno 2015) è stata una pittrice, ceramista e incisore italiana.

## Biografia
Figlia di Edoardo Schott, imprenditore laniero di famiglia ebraica, e Marina Gratzer, che aveva compiuto studi artistici. Completate privatamente le scuole primarie, si iscrisse al liceo classico "Dante Alighieri" di Trieste. Avendo già giovanissima mostrato passione e abilità per il disegno, il padre le consentì di frequentare anche la scuola del nudo condotta dal prof. Renato Brill e poi un corso di disegno e figura con Carlo Sbisà (1899-1964), noto artista accademico e protagonista a Trieste della pittura degli anni Trenta. Nel 1939 Mirella conseguì la maturità, dovette rinunciare a iscriversi all’Accademia di Belle Arti a causa delle leggi razziali fasciste e continuò a disegnare e dipingere sotto la guida di Carlo. Negli anni successivi la loro relazione si trasformò e nel 1943, si sposarono. I due artisti vivevano e lavoravano in un appartamento e uno studio messi a disposizione dal padre di Mirella, nella casa Schott di via Manna 1. Ebbero due figlie, Marina nel 1948 e Paola nel 1952. Dal 1946 Mirella, che comunque continuava a dipingere, collaborò con Carlo alla produzione di ceramiche con il marchio CMS (Carlo Mirella Sbisà), dedicandosi soprattutto alla loro decorazione pittorica.
Dopo la morte del marito, si impiegò presso la Regione Friuli Venezia Giulia, dove operò nell’Assessorato Attività culturali fino al suo pensionamento nel 1986. Assunse inoltre l’incarico di docente della “Scuola Libera dell'Acquaforte” fondata da Carlo nel 1960 nell’ambito dell’Università Popolare di Trieste. 
Da allora abbandonò la ceramica, ma mantenne l’attività pittorica e soprattutto si dedicò alla grafica, realizzando una vastissima gamma di opere in acquaforte e acquatinta. Continuò la sua vita artistica insegnando acquaforte sino all’età di 83 anni e incidendo, stampando e dipingendo nel suo studio sino all’ultimo anno di vita.

## Attività artistica

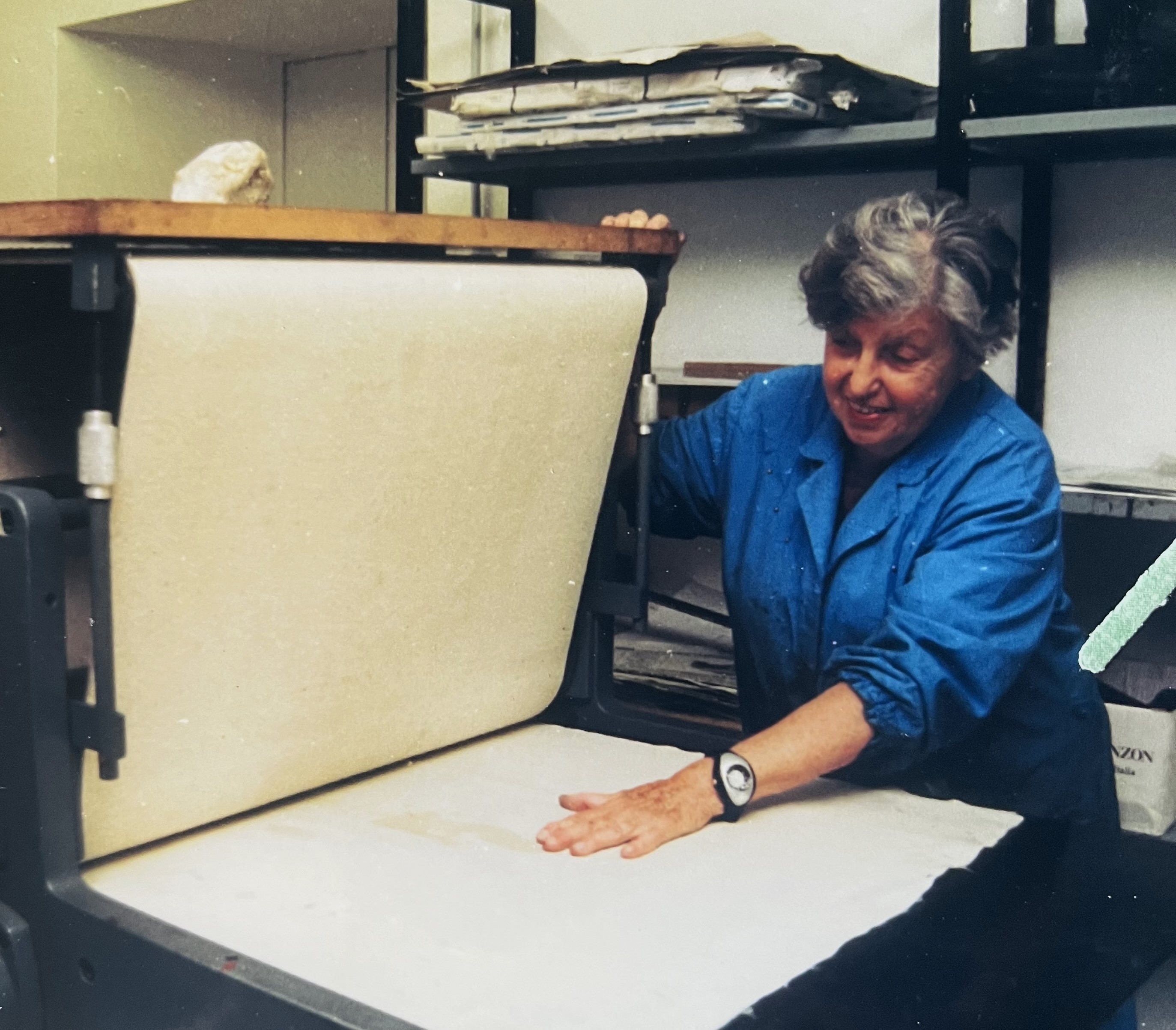
Mirella Schott Sbisà al lavoro

I primi disegni, eseguiti  da giovanissima sono a matita o inchiostro su carta e raffigurano prevalentemente  la figura umana. Nei primi dipinti con tecnica ad olio su tela o tavola emerge già il suo carattere e un suo stile  definibile come postcubista. Negli anni Cinquanta la sua attività si divide fra la pittura ad olio e la pittura con smalti su terracotta. In collaborazione con il marito contribuisce a creare una vasta gamma di oggetti policromi e decorazioni ambientali e navali in ceramica. Nei quadri sviluppa un approccio artistico personale: una poetica del quotidiano che fa riemergere la dignità dei piccoli eventi, degli oggetti e ambienti con cui si ha a che fare ogni giorno e che si tende a non notare. 
A partire dagli anni Sessanta e fino al 2014 esegue dipinti su tela con colori acrilici o tecniche miste, in uno stile sempre tendenzialmente geometrizzante ma via via più libero, e si dedica con grande passione all’incisione su zinco, traendo mirabili effetti dalle acqueforti e acquetinte ed eseguendo stampe anche policrome mediante sovrapposizioni di lastre. 

### Le tematiche
Amò la natura rappresentandola in tutti i suoi particolari che osservava dal vivo con grande cura. Molte sue opere, oltre che agli oggetti e agli ambienti della vita quotidiana, libri, scrivanie, cassetti, o le sue stesse boccette di colore, sono ispirate a scorci del Carso triestino e a paesaggi ammirati nei viaggi o in escursioni in montagna o al mare. Amò anche, soprattutto nelle incisioni, raffigurare alberi, rocce, fiori, pioggia o neve, animali, e conchiglie e fossili di cui aveva anche una bella collezione.

## Principali esposizioni
Cominciò a esporre nel 1946 partecipando alla mostra del premio “Colomba” promosso da Arturo Deana, allestita presso i padiglioni della Biennale di Venezia, con un dipinto ad olio intitolato “Rovine”. Nello stesso anno partecipò al concorso d’arte sacra  “Un San Giusto per Monsignor Santin” e  il suo dipinto venne esposto alla Mostra Giuliana d’Arte Sacra. Nel 1948 espose un dipinto alla XXIV Biennale di Venezia  e nel 1950 un altro alla XXV. Successivamente continuò a esporre in mostre collettive a Trieste, in Friuli Venezia Giulia, e in varie altre città fra cui Messina, Milano, Padova, Pirano (Slovenia), Roma, Venezia, Urbino. Nel 1961 partecipò alla Prima Mostra Nazionale d’Arte Figurativa del Soroptimist, Circolo della Stampa, Genova. 
Ceramiche da lei create insieme a Carlo Sbisà, con la sigla CMS, vennero esposte nel Padiglione Arti Decorative delle Biennali di Venezia XXIV (1948), XXV (1950), XXVI (1952), XXVII (1954), XXVIII (1956), XXXI (1962) e XXXII (1964).
La sua prima mostra personale, in cui espose pitture e piatti in ceramica con decorazioni policrome, ebbe luogo nel 1957 presso la Sala Comunale d’Arte di Trieste. Seguì un’altra personale nella stessa sede nel 1961 . Nel 1969 presso la Sala Comunale d’Arte di Trieste allestì la sua prima mostra personale di incisioni. Seguirono negli anni numerose altre mostre personali a Trieste e altre località del Friuli Venezia Giulia.
Una sua mostra retrospettiva Mirella Schott Sbisà. Dipinti incisioni ceramiche, promossa dal Comune di Trieste, Assessorato alla Cultura e dal Civico Museo Revoltella, ebbe luogo a Trieste, Palazzo Costanzi, dal 4 giugno al 4 luglio 2004.
Il 16 giugno 2025 è ricordata dall’Università Popolare di Trieste in occasione del decennale della sua morte, con una esposizione di acqueforti e pitture ,patrocinata dal Soroptimist International club di Trieste e Regione Friuli Venezia Giulia. 

## Collocazioni delle opere
Sue opere sono presenti nelle collezioni del Civico Museo Revoltella, in quelle della Regione Autonoma Friuli Venezia Giulia ubicate a Trieste e a Udine, e nella collezione d’arte dell’Università di Trieste. Numerose opere sono presenti in collezioni private.

## Insegnamento
Insegnò alla Scuola Libera dell’Acquaforte “Carlo Sbisà” dell’Università Popolare di Trieste dal 1965 al 2003. La sua attività di docente non solo dava a allievi e allieve gli strumenti delle principali tecniche di incisione su zinco e di stampa, ma anche li aiutava, con intuito ed empatia, a sviluppare le proprie tendenze personali. Con il suo insegnamento e con l’organizzazione di numerose mostre, 
Mirella svolse una importante opera di diffusione della cultura dell’incisione nell’ambiente artistico triestino. La Scuola fondata da Carlo Sbisà e da lei diretta per quasi quarant’anni è tuttora attiva.

## Nel Soroptimist
Socia fondatrice, nel 1951, del  Club di Trieste del Soroptimist. Il club le ha dedicato un volume in occasione del 65° anniversario della sua fondazione e ha Istituito un Premio di Studio a suo nome per una alunno/alunna meritevole del Liceo statale “U.e E Nordio “ di Trieste per gli anni 2023-2024-2025.

## Riconoscimenti
- Mirella è stata inserita nel Catalogo Regionale del Patrimonio Culturale Regione Friuli Venezia Giulia[14].

- il suo curriculum è stato inserito nell’Archivio degli Incisori Italiani del Comune di Urbino[19].

## Archivio personale
Il suo archivio personale, assieme a quello del marito, nel 2026 è stato donato delle figlie Marina e Paola Sbisà alle Biblioteche civiche del Comune di Trieste